# 河面冬山
河面 冬山（こうも とうざん、1882年1月20日 - 1955年10月26日）は、漆工芸家。広島県広島市草津（現西区）生まれ。本名・冬一。

## 経歴
東京美術学校漆工科卒。六角紫水について漆工蒔絵を学び、文展の特選となり文展無鑑査となる。しかし専ら宮内省御用品製作に専念し、大正天皇御即位式用御料車内賢所、大正天皇銀婚式奉祝献上品絵巻物箱、秩父宮御成婚奉祝宮内官献上御書棚等多くの名作を完成させた。
一方、蒔絵が制作に長時間かかり、極めて高価なことから、冬山式蒔絵法を創案。短時間でしかも安い価格のものが制作出来るようにした。これに対して1952年、文部省保護委員会より無形文化財保護の選定を受けた。1953年文化功労者。
宮内省以外のものとしては、冬山が生涯をかけて制作した青森県盛美園霊廟御宝殿の蒔絵があり、そのうち「桜に孔雀」の蒔絵は6尺に7尺という日本最大、漆芸の最高峰のものといわれている。
1955年に亡くなった。